# Litogamasus setosus
Litogamasus setosus är en spindeldjursart som först beskrevs av Kramer 1898.  Litogamasus setosus ingår i släktet Litogamasus och familjen Ologamasidae. Inga underarter finns listade i Catalogue of Life.